# Universidade de Luxemburgo
A Universidade de Luxemburgo (em francês : Université du Luxembourg; em alemão: Universität Luxemburg; em luxemburguês: Uni Lëtzebuerg) é a única instituição de ensino superior do grão-ducado de Luxemburgo, fundada em 13 de agosto de 2003.
Antes de sua inauguração, os estudantes luxemburgueses eram obrigados a estudar ou em instituições de seu país que ofereciam um ou dois anos de cursos acadêmicos ou no exterior (normalmente em países como Bélgica, França, Alemanha, Áustria e Reino Unido) para completar sua educação universitária. A nova universidade não só possibilitou que esses estudantes acabassem seus estudos em seu próprio país, mas também atraísse interesse acadêmico estrangeiro para o grão-ducado.
As disciplinas da Universidade de Luxemburgo, assim como o país, são caracterizadas pelo seu multilinguismo. Os cursos são normalmente ministrados em dois idiomas: francês/inglês, francês/alemão ou inglês/alemão.
Em 2009, havia cerca de 4750 estudantes matriculados na Universidade.

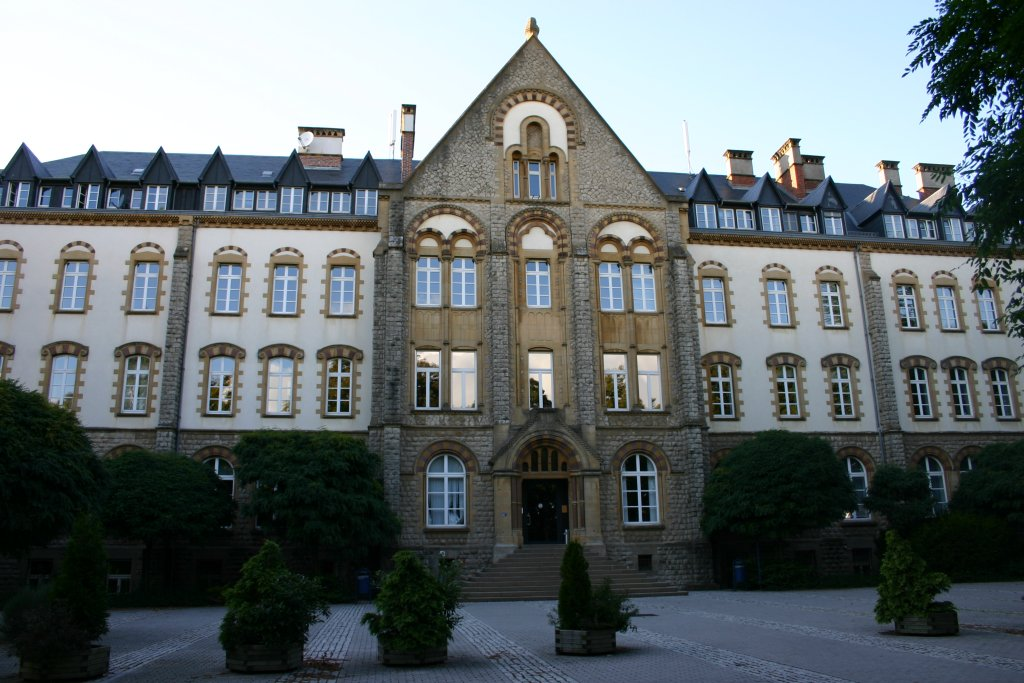
O campus Limpertsberg.